# Oberkirch, Ortenau
Oberkirch là một thị xã ở Western Baden-Württemberg, Đức, cự ly khoảng 12 km Về phía đông bắc của Offenburg và thuộc huyện Ortenau.
Oberkirch kết nghĩa với Haverfordwest (Hwlffordd) về phía tây nam Wales.

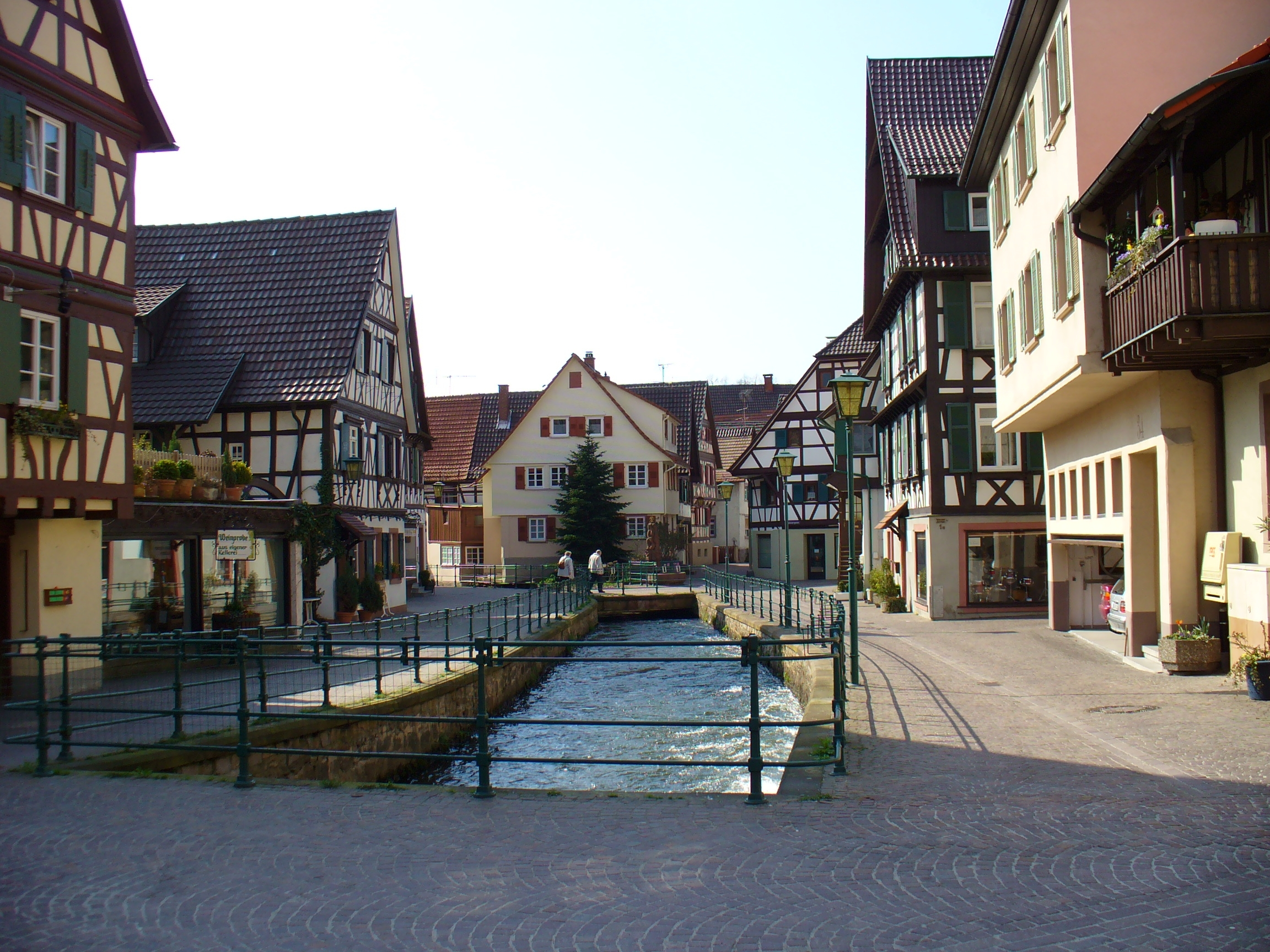
Rench
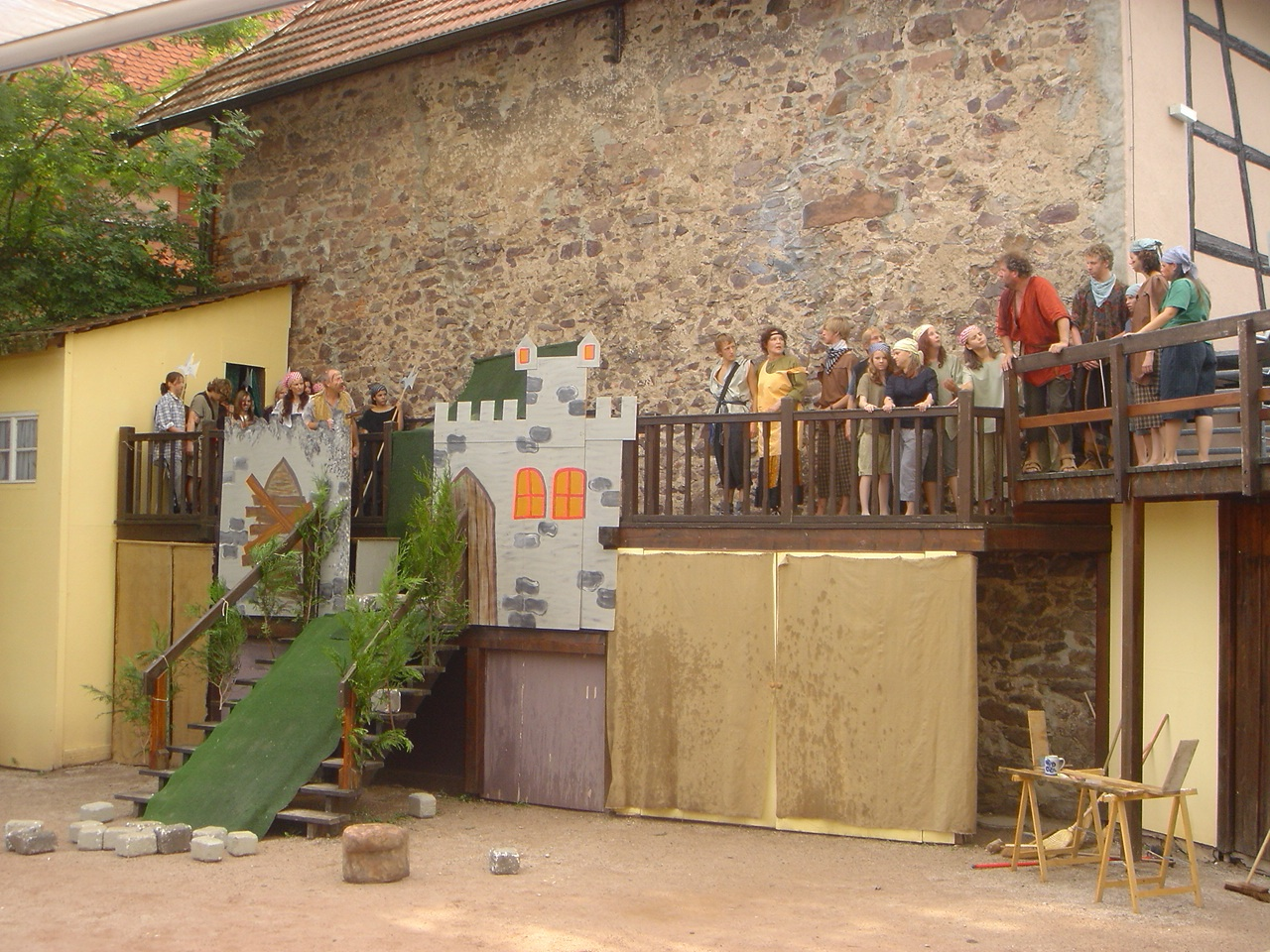
Ronia the Robber's Daughter (2006)